# Курок (Цілком таємно)
Курок (Kill Switch) — 11-й епізод п'ятого сезону серіалу «Цілком таємно». Епізод належить до «монстрів тижня» і не відноситься до «міфології серіалу». Прем'єра в мережі «Фокс» відбулася 15 лютого 1998 року.
Серія за шкалою Нільсена отримала рейтинг домогосподарств рівний 11.1, який означає, що в день виходу її подивилися 18.04 мільйона чоловік.

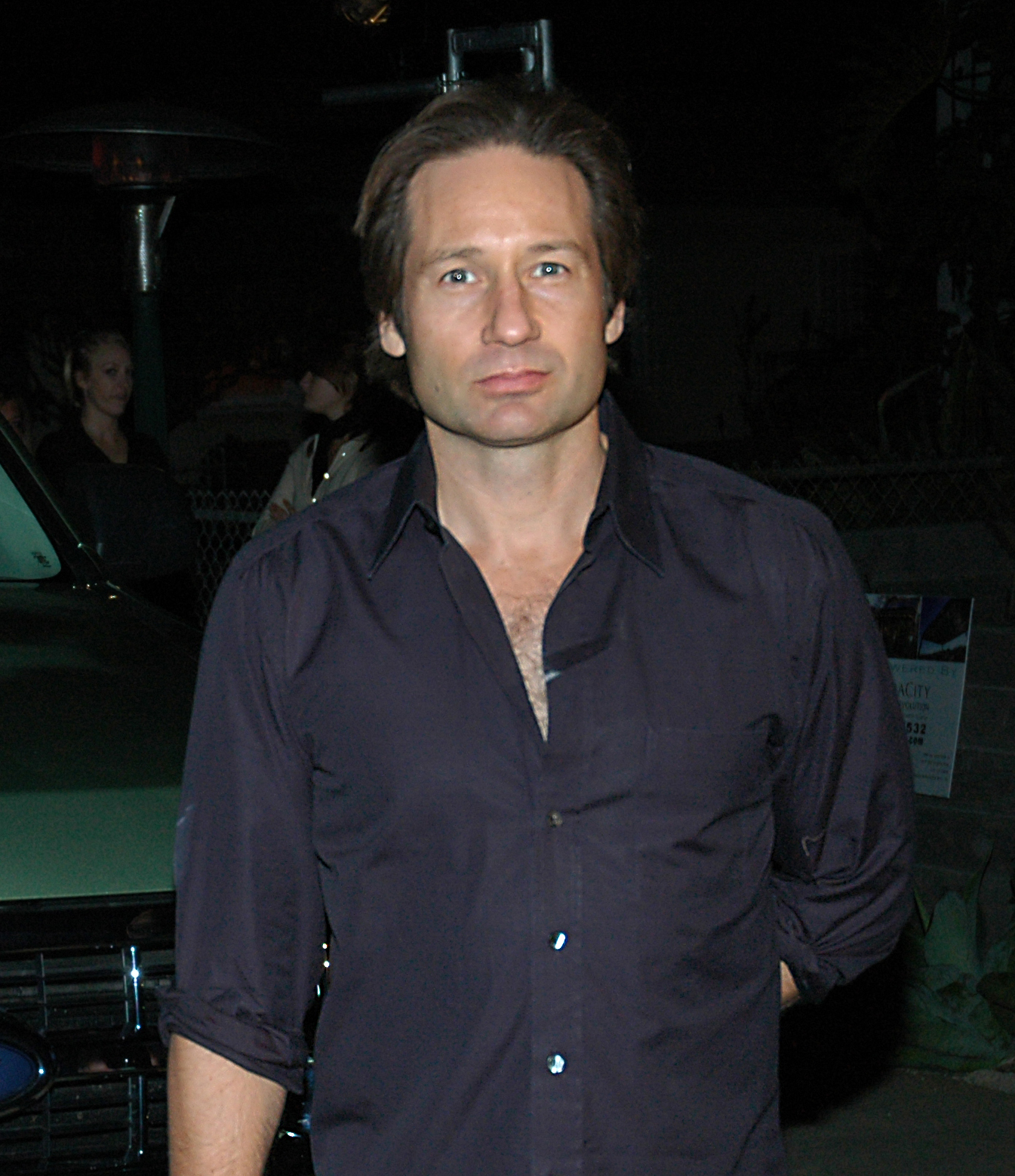

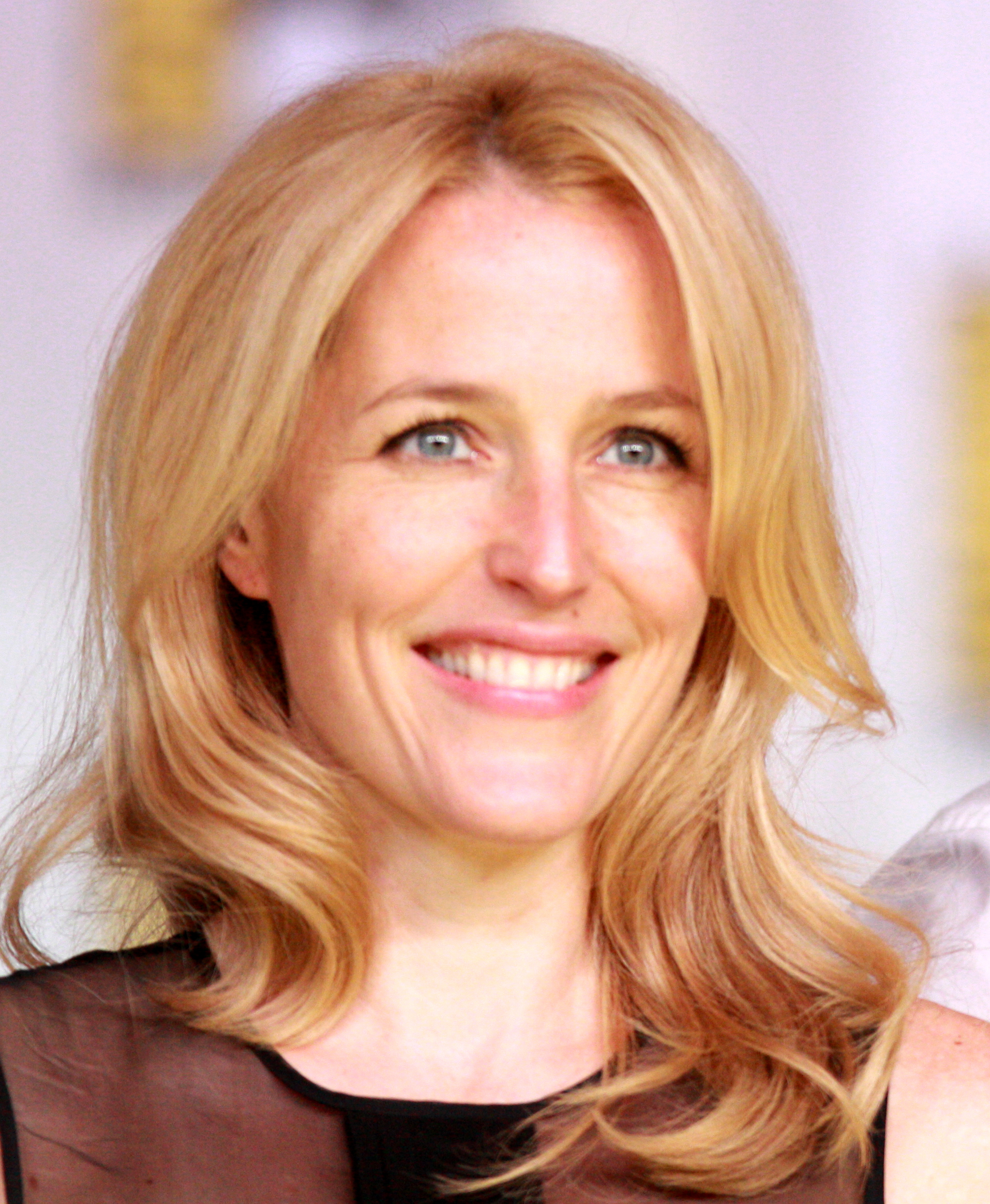

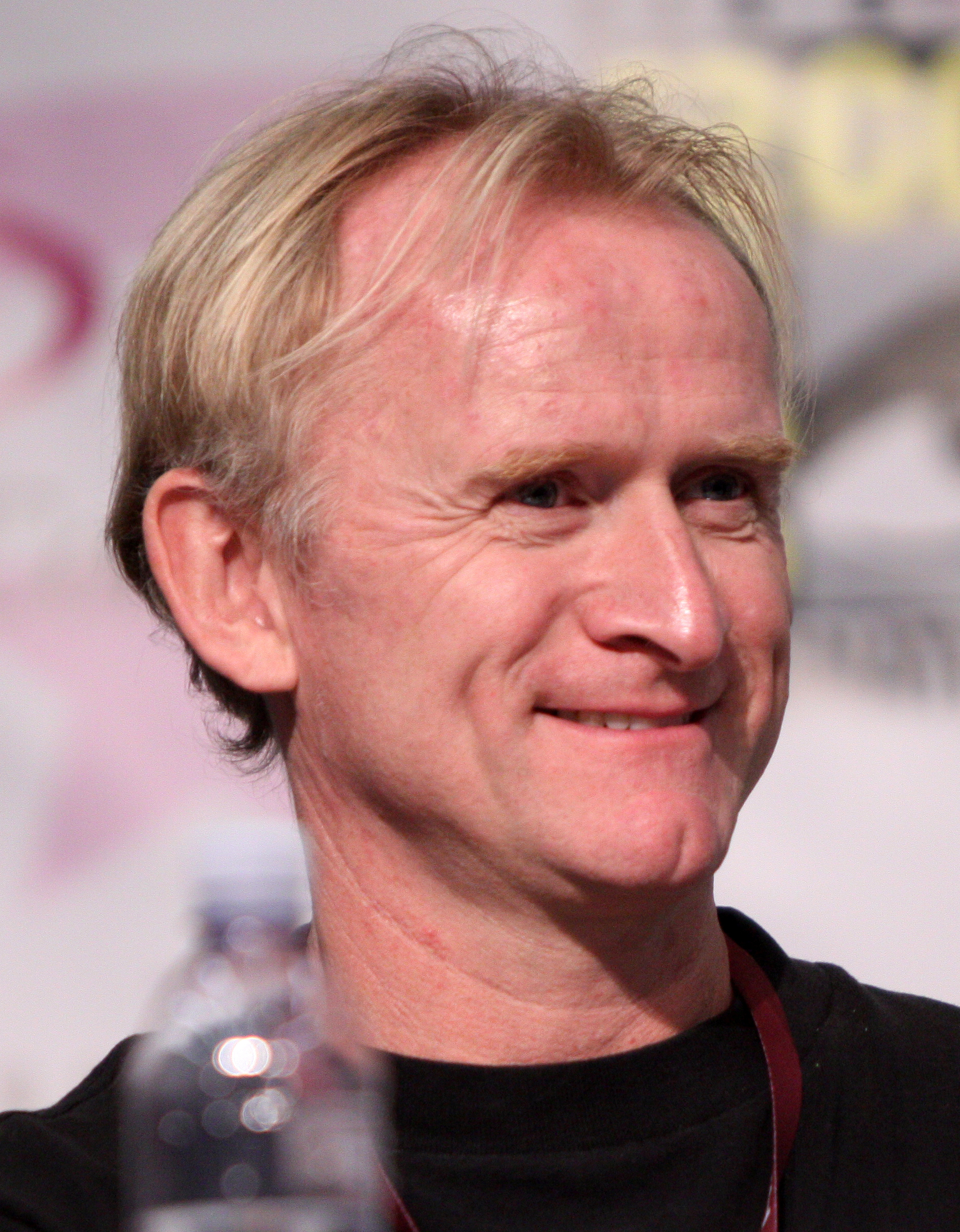

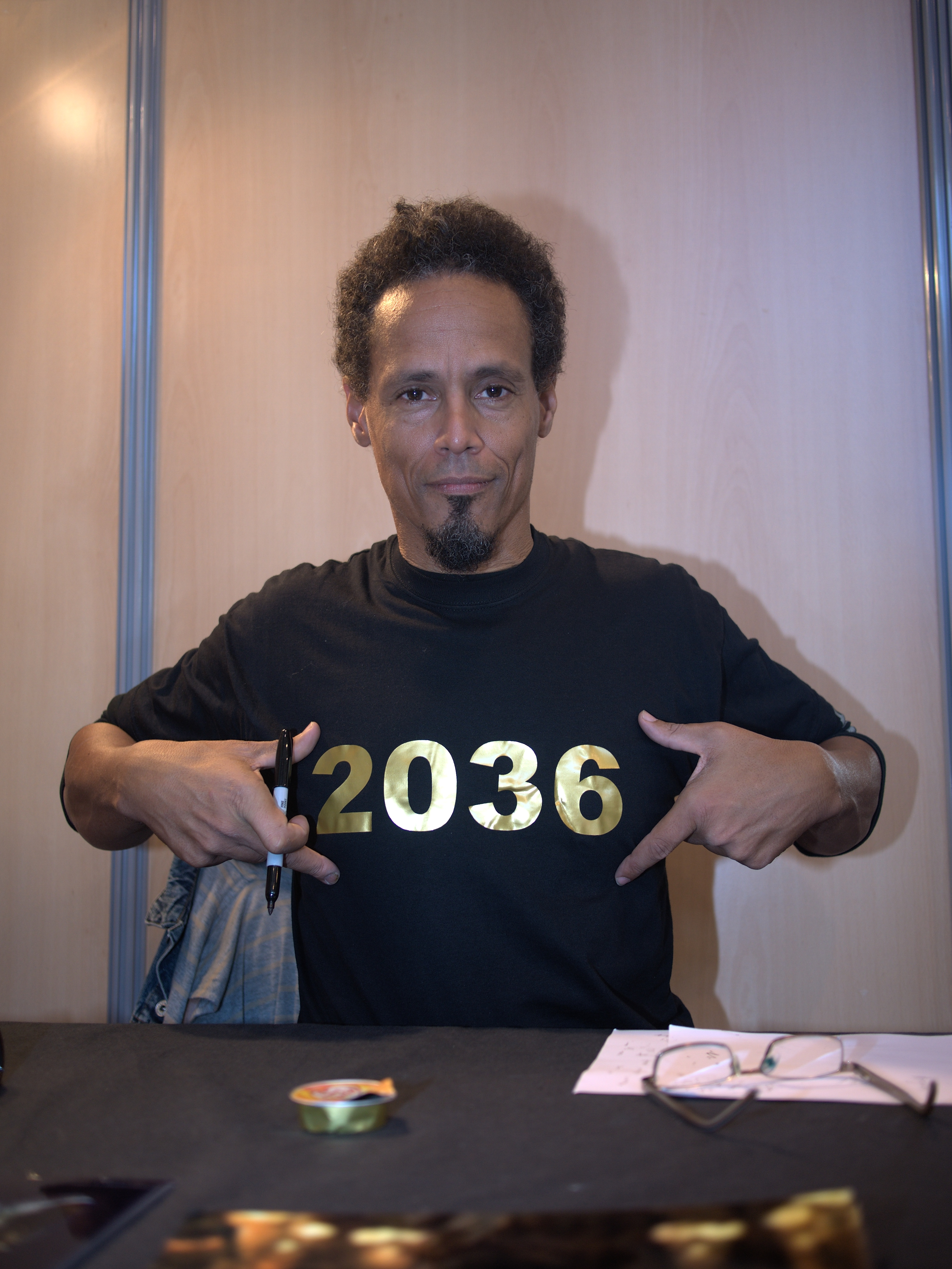

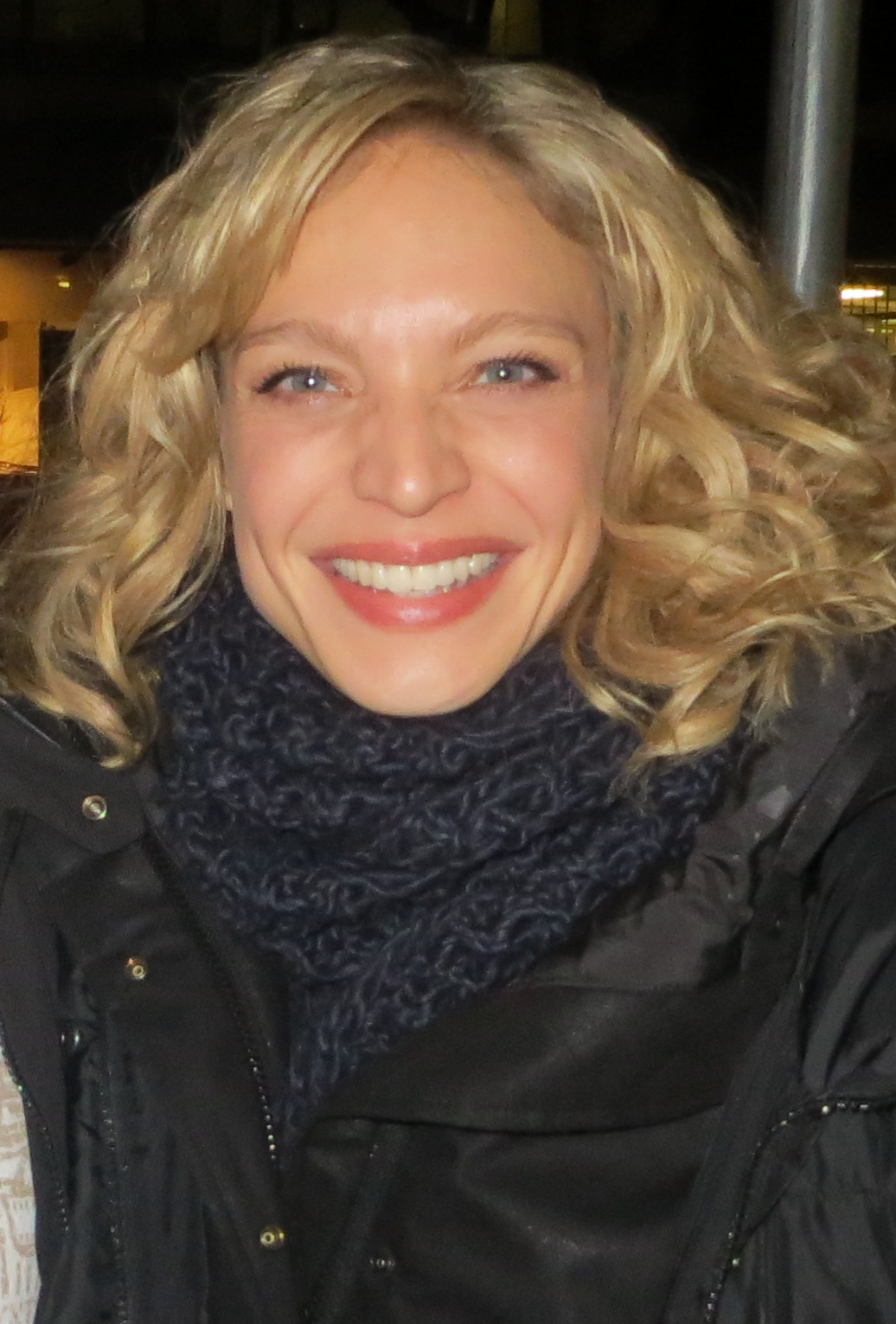

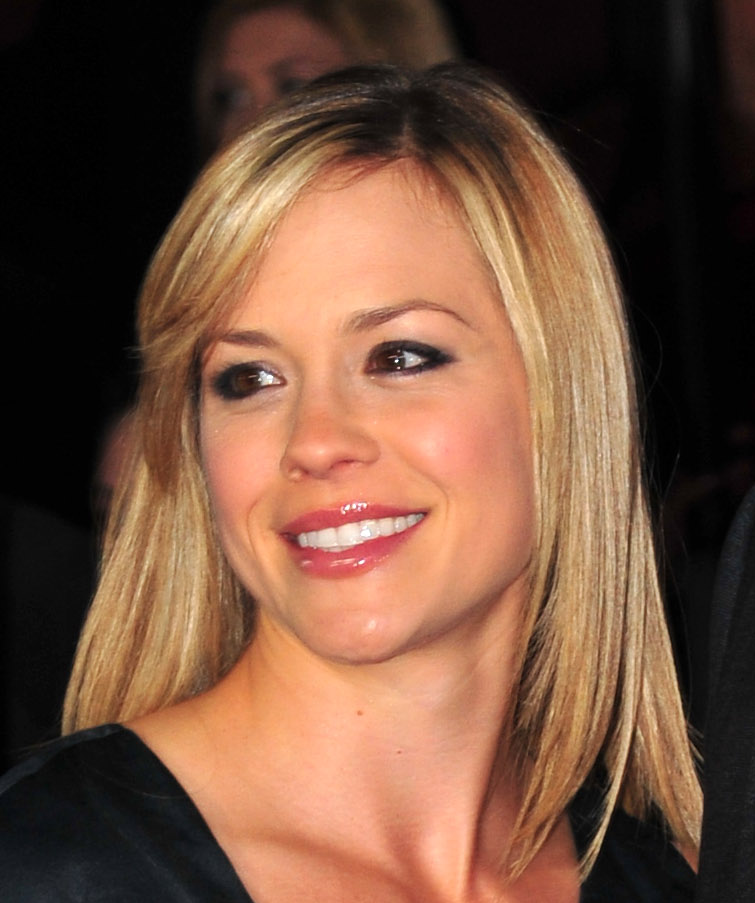

Малдер та Скаллі стають мішенями штучного інтелекту, здатного до найгіршого виду ментальних катувань, під час розслідування дивних обставин загибелі комп'ютерного генія, який, за чутками, досліджував штучний інтелект.

## Зміст
Істина поза межами досяжного
В ресторації «Метро Дінер» у Вашингтоні (округ Колумбія) чоловік намагається отримати доступ до файлів на портативному комп'ютері, але йому неодноразово надходить відмова. Тим часом кілька торговців наркотиками отримують анонімні телефонні дзвінки про місцезнаходження своїх конкурентів; їм кажуть, що вони в саме тій забігайлівці. Два маршали США отримують аналогічний телефонний дзвінок — про в'язня, що втік. Дилери з наркотиками прибувають, коли чоловік намагається отримати доступ до файлів і ввести дані з диска. Тоді ж з'являються два маршали і відбувається перестрілка.
Фокс Малдер та Дейна Скаллі прибувають на місце пригоди й ідентифікують тіла наркодилерів. Малдер також ототожнює чоловіка з ноутбуком як Дональда Гельмана, «народного героя Кремієвої долини», який прагнув створити штучний інтелект. Гельман писав програми ще до появи інтерету. Фокс бере ноутбук Гельмана і знаходить компакт-диск. Коли він вкладає його в автомобільний стереопрогравач, відтворюється «The Twilight Time» гурту «The Platters» а автомобіль мигає свтлом як на дискотеці. Однак агенти приносять диск до самотніх стрільців, які виявляють, що носій містить велику кількість зашифрованих даних. Проте вони не в змозі розшифрувати його. За пропозицією Скаллі вони звертаються до облікового запису електронної пошти Гельмана і знаходять повідомлення, надіслане кимось на ім'я Інвізігот, який заявляє, що хтось на ім'я Девід зник.
Повідомлення містить BIC-код для інтермодального контейнера, який Малдер та Скаллі знаходять. Коли вони наближаються до мешканки контейнера, жінка використовує тазер для оглушення і намагається втекти, але її пострілами зупиняє Скаллі. Контейнер виявляється переповненим найсучаснішим комп'ютерним обладнанням. Жінка, Інвізігот, яку вони шукали, попереджає агентів про те, що лазерне озброєння управління оборони через супутник визначило їхнє місцезнаходження. Скаллі не вірить але Фокс вбачає таку можливість. Вони швидко залишають територію, за їх спинами контейнер знищений, нібито лазерним променем, вистріленим із супутника оборони. Агенти приводять Інвізігот до Самотніх стрільців. Інвізігот, справжнім іменем якої є Естер Нейрн, повідомляє агентам та Самотнім стрільцям, що Гельману вдалося створити штучний інтелект (ШІ). Вона повідомляє, що коли ШІ виявляє ворога, він знищує його за допомогою супутника. За словами Естер, Гельман створював «Kill Switch» — вірус, який міг би знищити ШІ. Однак ШІ дізнався про плани Гелмана і вбив його, заманивши наркодилерів та поліцію до приміщення. Єдиний спосіб знищити ШІ — це знайти комп'ютер, на якому він зберігається. Виявляється, Девід Маркгем — друг Естер, а також працював з Гельманом.
Малдер використовує урядове джерело, щоб знайти секретну лінію Т3 у Ферфаксі (штат Вірджинія), яку ШІ використовує для входу в інтернет. Він також знаходить трейлер, який підключений до лінії Т3. Тим часом Естер змушує Скаллі вирушити до будинку Девіда. Однак вони виявляють, що будинок зруйнований. Естер схвильована і визнає, що вона з Девідом планували перенести свою свідомість у кіберпростір, щоби увійти в ШІ. Однак Гельман вважав ідею занадто небезпечною. Естер також зізнається, що вони з Девідом були закохані і мали стосунки за спиною Гельмана. Тим часом Малдер знаходить багато комп'ютерного обладнання всередині причепа. В причепі він знаходить мертве тіло Девіда, з шоломом віртуальної реальності на голові. Раптом Малдер втрачає можливість пересуватися — його обплутують кабелі і проводи та відчуває дивне бачення. Ніби він перебуває в лікарні, де медсестри загрожують ампутацією кінцівок, якщо він не повідомить місцезнаходження «Kill Switch». Малдер реально бачить що у нього ампутовано руку. Тим часом ШІ знаходить Скаллі та Естер, які їдуть біля поворотного мосту. Вони потрапляють у пастку на мосту після того, як ШІ маніпулює його механізмом повертання, внаслідок чого Скаллі переконує Естер кинути комп'ютер у воду під мостом. Як тільки ноутбук потрапляє у воду, він руйнується лазерним ударом з оборонного супутника.
Скаллі та Естер знаходять трейлер, в якому перебуває Малдер. Естер повідомляє, що у неї ще є компакт-диск, на якому зберігається перемикач «Kill Switch». Скаллі вводить диск в драйвер ШІ, який по цьому випускає Малдера. Дейна виводить його з причепа, але Естер залишається всередині. Вона використовує супутник, щоби знайти місце причепа, внаслідок чого ракета знищила причіп, вбивши її. Малдер каже Скаллі, що свідомість Естер, ймовірно, приєдналася до ШІ.
Згодом Самотні стрільці отримують на своєму комп'ютері дивне повідомлення — «Іще чого».
В Норт-Платт (штат Небраска), стоїть трейлер, схожий на той, де розміщався ШІ, з автоматичними камерами безпеки, що стежать за хлопчиком, який підходить до трейлера, аби знайти футбольний м'яч.
Невдячна дитина гірша за змію в пазусі

## Створення
Епізод написав письменник-фантаст і творець кіберпанку Вільям Гібсон разом із колегою-автором науковим фантастом Томом Меддоксом. Автори та давні знайомі раніше обговорювали різні можливості співпраці та зверталися до виробничої компанії з пропозицією написати епізод. Гібсон почав дивитися серіал за наполяганням своєї 15-річної дочки. Під час зйомок серії Гібсон більшість свого часу проводив на знімальному майданчику тому, що його дочка наполягала на тому, вби він там був.
В «Курку» прослідковуються гібсонські теми, такі як "відчуження, параноя, та воля до виживання. Згодом автор дописів у «Vancouver Sun» Алекс Страчан порівняв багато мотивів епізоду з тематикою книг Гібсона, зокрема його романів «Нейромант», «Мона Ліза овердрайв» та «Віртуальне світло». Написаний поза міфологією серіалу як самостійне оповідання, «Курок» був створений з нагадуючими «темні бачення» від режисера Девіда Кроненберга і містить "багато очевидних вказівок на кіберкультуру. Епізод також обертається навколо взаємодії людського та штучного інтелекту у всесвітній павутині — ідей, які були дуже популярні під час написання епізоду.
Минув рік, перш ніж епізод був переписаний та завершений — через інші пріоритети на той час Кріса Картера та Френка Спотніца. Коли сценарій нарешті був доступний, Картер і Спотніц внесли деякі зміни до нього, включаючи «покращення ставлення до характеру Естер» і прописування того, як Малдер і Скаллі реагують на неї.
На зйомки епізоду знадобилося 22 дні. Сцени на мосту були зняті на Westham Island Bridge, який здійснює сполучення через прохід Каное (Британська Колумбія). Дане місцезнаходження було схвалено Картером під час технічного обстеження епізоду «Шизогонія». Через те, що міст був єдиним способом доступу до частини громади за річкою Фрейзер, зйомки жорстко регламентувалися, і знадобилося 30 днів на дозвіл зйомки сцени, в якій Естер кидає ноутбук у річку. Будинок, який знаходить Малдер, був знятий на території історичної пам'ятки, відомої як «Дім читання».
Епізод містить кілька сцен із вибуховими речовинами, до прикладу — з ракетою, що знищує контейнер для перевезення, цю сцену спочатку планувалося знімати на одному з узбереж у Ванкувері. Однак міська влада скасувала дозвіл на зйомку, тому група спеціальних ефектів для зйомки епізоду доставила стільки контейнерів, скільки змогла, до центру переробки в сусідньому місті Бернабі. Тут було відзнято вибух «без зачіпок». Знищення трейлера було знято поруч із аеропортом Бондер-Бей, після цього на адресу знімальної групи надійшло кілька скарг від людей, проживаючих поруч, вони скаржились на вибух та ударну хвилю від нього. Робот, який напав на Малдера, був створений за ідеєю Соджорнера і коштував 23 000 доларів. Виробники серіалу захистили супутникові світлини району Вашингтона, звернувшись до неурядової організації «Spot Image».
Для зняття епізоду було найнято позаштатного художника-комп'ютерника, щоби створити 3-D зображення Скаллі — для сцени, в якій вона бореться з медсестрами у віртуальній лікарні. Джилліан Андерсон була дуже задоволена цією сценою, згодом зазначивши: «Я випадково була в хорошій формі і просто бігала, щоб потрапити туди і перетворити цих напівголих медсестер з допомогою карате у відбивні». Девід Духовни був не такий втішений; коли йому показали сценарій і спитали, чи вразили навички карате Скаллі, він відповів: «Але я не маю зброї. Я втратив зброю. Чому б я переживав про карате Скаллі?»

## Сприйняття
Прем'єра відбулася в мережі «Фокс» 15 лютого 1998 року. Епізод отримав рейтинг Нільсена 11,1, з часткою 16 — його переглянули 18,04 мільйона глядачів.
«Курок» часто демонструвався у повторах, тому Гібсон та Меддокс написали другий свій епізод в «Цілком таємно» — під назвою «Стрілець від першої особи» під час сьомого сезону серіалу.
«Курок» отримав багато позитивних відгуків критиків. Оглядач Френсіс Дасс з «New Straits Times» позитивно віднісся до епізоду, назвавши його «відмінним». Роберт Шірман та Ларс Пірсон у своїй книзі «Хочемо вірити: Критичний посібник із Цілком таємно, Мілленіуму та Одиноких стрільців» оцінили цей епізод 4 з 5 зірок. Вони написали, що теми в епізоді були свіжими та новими, та що сюжет мав «справжнє серце». Оглядачі позитивно писали про віртуальне переживання Малдера, вихваляючи «кікбоксинг Скаллі» і називаючи її «холодною зброєю». Емілі ВанДерверф з «The A.V. Club» надала епізоду B + і написала, що, хоча «середовище кіберпанка Вільяма Гібсона не здається, що обов'язково найкраще підходить для „Цілком таємно“, епізод „дивно виграє від відсутності нагляду за персонажами“». Вона зазначила, що серія містить багато елементів своєї міфології, але є «рідкісним прикладом епізоду Цілком таємно, який працює, хоча й намагається зробити занадто багато». Оглядачка висловила прихильність до історії і назвала її «пропульсивною»; вона була особливо потішена тим, що Скаллі демонструвала силу в епізоді. Оглядачка відзначила сцену, в якій віртуальна Скаллі б'є групу медсестер як один з найкращих моментів в епізоді.
Серія отримала премію Еммі — за видатні редагування зображень.

## Знімалися
| Актор             | Роль                    |
| ----------------- | ----------------------- |
| Девід Духовни     | Фокс Малдер             |
| Джилліан Андерсон | Дейна Скаллі            |
| Брюс Гарвуд       | Джон Фіцджеральд Байєрс |
| Дін Гаглунд       | Річард Ленґлі           |
| Том Брейдвуд      | Мелвін Фрогікі          |
| Пітер Вільямс     | Джексон                 |
| Крістін Леман     | Естер Найрн             |
| Тед Коул          | другий фельдшер         |
| Патрік Кітінг     | Дональд Гелман          |
| Кейт Луйбен       | медсестра Ненсі         |